# Tony Ryan
Tony Ryan, właściwie Thomas Anthony Ryan (ur. 2 lutego 1936 w Thurles, zm. 3 października 2007) – irlandzki multimilioner, biznesmen, współtwórca najpopularniejszych irlandzkich linii lotniczych Ryanair, będących jednocześnie największym przewoźnikiem niskokosztowym w Europie.
Karierę zaczął jako pracownik narodowych irlandzkich linii lotniczych Aer Lingus, gdzie był, między innymi, dyrektorem do spraw leasingu samolotów. Swoją pierwszą firmę założył w 1975. 
W 1985 wraz z dziećmi założył linię Ryanair, która obsługiwała loty na trasie Waterford w południowo-wschodniej Irlandii a podlondyńskim lotniskiem Gatwick. Firma dysponowała wtedy piętnastoosobowym samolotem Bandeirante, zatrudniała 25 osób i przynosiła straty. Sytuacja odmieniła się po zatrudnieniu Michaela O’Leary’ego – późniejszego szefa firmy. Majątek Tony’ego Ryana szacowany był na około 1,2 miliarda euro, posiadał także 16% akcji Tiger Airways – azjatyckich  tanich linii lotniczych. Był jednym z najbogatszych mieszkańców swojego kraju. Jego firma jest największym w swojej klasie przewoźnikiem europejskim, rocznie przewozi 50 mln pasażerów na 556 trasach w 26 krajach Europy, zatrudniając 4800 pracowników.